# Wolfgang-Hohlbein-Preis
Der Wolfgang-Hohlbein-Preis war ein Literaturpreis für phantastische Literatur, der 1995 vom Verlag Ueberreuter gestiftet wurde. Wolfgang Hohlbein gewann 1982 mit seinem ersten großen Erfolg Märchenmond ebenfalls einen von diesem Verlag ausgetragenen Fantasy-Wettbewerb. Der Preis war mit 10.000 Euro dotiert. Der letzte Preis wurde 2009 vergeben und der Preisträger auf der Leipziger Buchmesse vorgestellt.

## Preisträger
- 1996: Christopher Zimmer für Die Steine der Wandlung
- 1999: Dieter Winkler für Die Stunde des roten Drachen
- 2003: Nina Blazon für Im Bann des Fluchträgers
- 2006: Evelyne Okonnek für Die Tochter der Schlange
- 2009: Bernd Rümmelein für Kryson